# La Moldava

La Moldava (Vltava) è un poema sinfonico del 1874 composto da Bedřich Smetana che, insieme ad altri cinque poemi, fa parte del ciclo sinfonico Má vlast ("La mia patria"). La composizione nasce negli anni della malattia del compositore che, a causa di un grave problema uditivo, sorto improvvisamente, stava perdendo quasi completamente l'udito.

## Struttura e analisi
Nella Moldava Smetana celebra la bellezza del fiume Moldava (da cui ha preso nome il poema), che nasce nei boschi della Selva Boema e dopo aver attraversato la campagna, giunge a Praga per poi sfociare nell'Elba, che a sua volta si getterà nel Mare del Nord.
Il poema sinfonico è diviso in sette parti: le sorgenti, che sono una di acqua fredda e una di acqua calda che vanno a incrociarsi; la caccia agli animali; le danze allegre degli uomini al matrimonio; la danza delle ninfe al chiaro di luna (che è la parte più fantasiosa della sinfonia); le rapide di san Giovanni; il castello di Vyšehrad accompagnato da una citazione del tema del poema sinfonico omonimo composto dallo stesso autore; infine, l'ingresso nella città di Praga.
Uno dei temi più celebri del poema sinfonico è tratto dal motivo della popolare canzone rinascimentale italiana Ballo di Mantova (conosciuto anche come Fuggi, Fuggi, Fuggi da questo cielo), che le truppe mercenarie delle guerre d'Italia del '500 e '600 diffusero in tutta Europa. Da qui entrò anche nelle tradizioni popolari slave, da cui Smetana trasse il tema principale della Moldava, e perfino fra i temi della tradizione musicale ebrea ashkenazita. Non a caso il tema del Ballo di Mantova fu scelto dai padri fondatori dello Stato d'Israele, nel maggio 1948, come inno nazionale (Hatikvah). Si racconta che, durante le discussioni per la fondazione, alcuni dei fondatori, riuniti in un albergo di Tel Aviv, udirono proprio, da una finestra, le note di questo motivo musicale.

## Organico orchestrale
Ottavino, due flauti, due oboi, due clarinetti, due fagotti, quattro corni, due trombe, tre tromboni, basso tuba, timpani, piatti, triangolo, arpa, archi